# Ante Righi
Ante Righi (tal. Antonio Righi; Dubrovnik, 21. svibnja 1670. – Dubrovnik, 27. srpnja 1734.) bio je prelat Katoličke Crkve koji je služio kao biskup trebinjsko-mrkanski od 1703. do 1727.

## Životopis
Ante je rođen 21. svibnja 1670., u dubrovačkoj plemićkoj obitelji Nikole i Ane. Zaređen je za svećenika Dubrovačke nadbiskupije. Za biskupa je posvećen, 22. srpnja 1703. u crkvi sv. Ignacija u Rimu. Glavni posvetitelj bio je Sperello kard. Sperelli. Na prijedlog dubrovačkog Senata, papa Klement XI., imenovao ga je, 26. srpnja 1703., trebinjsko-mrkanskim biskupom. Nedugo nakon imenovanja pohodio je svoju biskupiju. Uspio je pohoditi dio biskupije koji je ostao pod turskom vlašću, ali ne i dio koji je Karlovačkim mirom pripao Veneciji. O svojem pohodu je napravio izvještaj Propagandi, 24. listopada 1703. U njemu je naveo kako se u trebinjsko-mrkanskoj biskupiji nalazi 320 katoličkih kuća i oko 2.200 stanovnika.
Glavna briga mu je bila držati popunjenima četiri župe trebinjsko-mrkanske biskupije. U vrijeme njegova biskupovanja poslao je na studij više mladića u Italiju. Propaganda mu je spočitavala kako su njegovi izvještaji o biskupiji dosta općeniti i skoro identični jedan drugome. Tako su mu uskratili obećanu pomoć za godišnji pohod biskupiji u iznosu od 50 škuda jer su izvještaji iz 1706. i 1707. jednaki onome iz 1705. godine. Već sljedeće godine, 1708., biskup Righi piše detaljniji izvještaj o biskupiji.
Godine 1711. nastala je u Hercegovini pobuna protiv Turaka. Župnici trebinjsko-mrkanske biskupije izbjegli su na dubrovačko područje; samo je u Dubravama ostao don Savo Vukić. Slično se događalo i 1714. za vrijeme osmansko-mletačkog rata.
Biskup Righi nastojao je posjećivati župe svake godine te se brinuo da Propaganda dadne potrebnu pomoć župnicima.
Godine 1722. Righi se teško razbolijeva tako da nije mogao izlaziti iz kuće. Tako je 4. studenog 1722. dao ostavku nakon što je izgubio i zdravlje i imovinu. Ostavka mu nije bila prihvaćena te je upravljao biskupijom dok mu nije imenovan nasljednik, 1727. godine. Iste ga je godine dubrovački kaptol izabrao za izvanrednog kapitularnog vikara nakon smrti nadbiskupa Gallanija. I na toj službi dao je odreknuće.
Ostatak godina proveo je u mirovini povukavši se iz svake javne službe. Preminuo je 27. srpnja 1734. Pokopan je u franjevačkoj crkvi u Dubrovniku. Objavljen je njegov Izvještaj o biskupiji Svetoj Stolici, 1703. godine.
Objavio je tri pjesnička epigrama na latinskom u čast Bartola Bettere.

### Knjige
- Perić, Ratko. 2000. Da im spomen očuvamo. Biskupski ordinarijat Mostar. Mostar.
- Koncul, Antun. 2017. Stanovništvo župe Gradac 1709-1918 godine. Dubrovnik |url-status=dead zahtijeva |archive-url= (pomoć)

### Članci
- Krešić, Milenko. 2006. Povijesne okolnosti osnutka i osnutak župe Dubrave. Croatica Christiana periodica. Kršćanska sadašnjost. Zagreb.  (30): 103–129

### Mrežna sjedišta
- Bishop Antonio Righi †. catholic-hierarchy.org (engleski). Pristupljeno 16. rujna 2022.

| Titule u Katoličkoj Crkvi | Titule u Katoličkoj Crkvi              | Titule u Katoličkoj Crkvi       |
| ------------------------- | -------------------------------------- | ------------------------------- |
| prethodnik Ante Primović  | Biskup trebinjsko-mrkanski 1703.–1727. | nasljednik Franjo Jeronim Bunić |